# Dipturus springeri
Dipturus springeri és una espècie de peix de la família dels raids i de l'ordre dels raïformes.

## Morfologia
- Els mascles poden assolir 160 cm de longitud total.[3][4]

## Reproducció
És ovípar i les femelles ponen càpsules d'ous, les quals presenten com unes banyes a la closca.

## Alimentació
Menja peixos, crancs i calamars.

## Hàbitat
És un peix marí i d'aigües profundes que viu entre 88–740 m de fondària.

## Distribució geogràfica
Es troba des de Lüderitz (Namíbia) fins a Sud-àfrica i les costes centrals de Moçambic. També és present a Madagascar i Kenya.

## Observacions
És inofensiu per als humans.